# Guadalmina
El río Guadalmina (que significa, El río del puerto) es un corto río costero del sur de España, un río de la cuenca mediterránea andaluza que transcurre íntegramente por la provincia de Málaga.
De 28 kilómetros de longitud, el Guadalmina nace en la Sierra Bermeja, en el cerro de los Sauces, en el término municipal de Igualeja, pero el agua permanente se encuentra más abajo, en el municipio de Benahavís, de donde surge por los acuíferos kársticos, formando un paraje denominado "Las Angosturas". Desemboca en el municipio de Marbella en la punta de Baños, junto a San Pedro Alcántara, sirviendo de separación entre los términos municipales de Estepona y Marbella.

## Historia
En las inmediaciones de su desembocadura se hallan unas termas romanas de Las Bóvedas del siglo III y los restos de la Basílica de Vega del Mar, un templo paleocristiano del siglo IV. El río tuvo en el pasado una gran importancia estratégica defensiva para el pueblo de Benahavís, sirviendo además sus aguas para mover molinos harineros. 
En Benahavís se encuentra en la actualidad el embalse del Guadalmina, presa de derivación para captar y transportar al embalse de La Concepción, en el río Verde, mediante el denominado Trasvase de Guadalmansa-Guadalmina-Guadaiza .

## Flora y fauna
El curso bajo del río Guadalmina y el de los ríos vecinos de Guadaiza, río Verde, Guadalmansa, Castor, Padrón y arroyo del Cala han sido declarados Zona de Especial Conservación (ZEC) por la presencia de importantes hábitats naturales así como por su función esencial de corredores ecológicos uniendo diversos espacios protegidos red Natura 2000 y poniendo en encontacto diferentes ecosistemas, contribuyendo de esta manera a la conectividad de esta red ecológica y su coherencia. En concreto, el río Gudalmina y su vecino Guadalmansa conectan el espacio marino de El Saladillo-Punta de Baños con las sierras Bermeja y Sierra Real.
Las especies de fauna presentes en el río son las características de la zonas de ribera, como la nutria, el galápago leproso, la boga del Guadiana, el cangrejo de río, la araña negra de los alcornocales y otras especies de peces comunes y diferentes anfibios como el sapillo pintojo meridional y aves como el martín pescador, el mirlo acuático y el águila perdicera.

## Problemática medioambiental
El cauce bajo del río se encuentra fuertemente urbanizado y el río tiene un régimen hídrico temporal, con tramos torrenciales y rápidos, por lo que muchas viviendas tienen un alto riesgo de inundación.